# Режисерська творчість Василя Селезінки
Василь Михайлович Селезінка  (*14 жовтня 1933, Іспас Горішній)  — актор, письменник, журналіст, театральний і телевізійний режисер, театральний критик, музикант, педагог, краєзнавець, громадсько-культурний діяч.

## Історія режисерської творчості Василя Селезінки
Професійна кар'єра Василя Михайловича Селезінки, як режисера, почалася в 1963 році, коли його, на той час актора Рівненського обласного театру, запросили на роботу в Чернівці — керувати режисерсько-постановочною групою Чернівецької державної телестудії. На той момент в нього не

Аматорський гурток після вистави «Дай, серцю волю …» М.Кропивницького в с. Спас. В центрі В.Селезінка

було документів про режисерську освіту. Вже пізніше він закінчить режисерські курси у Ленінграді в 19.. і у Києві в 1982 році. Але це тільки формально. Певний досвід режисерської роботи у нього вже на той момент був. Працюючи, після закінчення в 1956 році з відзнакою Київського театрального інституту імені Карпенка-Карого, актором, він одночасно виконував функції. асистента режисера, зав. трупою, був керівником і викладачем акторської студії при театрі, членом режисерської колегії. В 1963 році В.Селезінка в Рівненському драмтеатрі здійснив постановку п'єси Бели Юнгера «Біла троянда». Не слід забувати і про природні здібності- ще учнем старших класів він організував постановку дитячим колективом декількох п'єс. Про його тодішній рівень організатора творчого колективу говорить і те, що він з 1963 по 1965 рік за сумісництвом працював викладачем режисерського відділу Чернівецького культосвітнього училища.

## Телережисер
Кар'єра телережисера в Василя Селезінки в Чернівцях продовжувалась майже 40 років. Спочатку він був автором (або співавтором) і режисером спершу всіх без винятку, а потім — найвідповідальніших, найпрестижніших телепередач, призначених для показу крім обласного також на київському (республіканському), московському (центральному) рівні і на Інтербаченні.
Протягом десятків років роботи на телебаченні мав тисячі зустрічей з різними людьми: жителями села і міста, сільського господарства і промисловості, людьми культури і мистецтва. Василь Селезінка був співучасником початку творчого шляху таких відомих тепер буковинців як Софія Ротарь (Ротару) і її сестри, гурту «Писанка»,Івана Миколайчука,Володимира Івасюка,Назарія Яремчука, Павла Дворського та інших. Він спілкувався в процесі своєї професійної роботи з такими людьми, як Ірина Вільде, її батьком — Макогоном,Іваном Козловським,Олесем Гончарем, Дмитром Павличком та іншими.

Найбільшу славу і популярність В. Селезінці принесли передачі «Сяйво» і «Місто моєї любові». Уже декілька десятків років програма «Сяйво» не виходить в ефір, але залишається відома на Буковині.
Чернівецька телестудія була професійно сильнішою, ніж її «колеги» в сусідніх областях. Робили передачі лише українською — річ нечувана для 70-х років. Повна назва програми — „Сільський телевізійний палац культури «Сяйво»“. Програма складалася з багатьох тематичних блоків. Була в ній ділова і художня частини: «Кімната передового досвіду», «Кімната цікавих зустрічей», «Концертний зал», «Дошка пошани», «Бюро добрих порад», «Кінозал», «Театральний зал», «Куточок перця» і таке інше. Передача йшла в один і той же день (в останню середу місяця) о 21 годині і тривала 3-4 години. За 13 років жодного разу не зірвалася і не була перенесена на інший день.

На кожну передачу надходило до багато листів-відгуків, і всі він уважно перечитував, щоб під час наступної передачі зробити огляд пошти, який часом тривав до 20 хвилин.
Новорічні програми «Сяйво» обов'язково починали з різдвяної колядки, хоча замість слів «син Божий народився» співали «рік новий народився». Згодом колядки і щедрівки використовувати в телепередачах заборонили.
Було підготовлено 135 передач авторської телепрограми «Місто моєї любові», де В. Селезінка розповідав про історію Чернівців, його вулиць, архітектурні шедеври. На передачі він запрошував різних фахівців: істориків, архітекторів, мистецтвознавців, археологів, колекціонерів. Пізніше, численні прохання телеглядачів, на базі цих передач він підготував і видав дві книги:, 
Василь Селезінка пропрацював на телебаченні 40 років, з них 32 був головним режисером. Тричі колектив подавав його документи на отримання звання заслуженого діяча мистецтв України, але щоразу безрезультатно.
У книзі «Світло Цецинської гори» , написаній у співавторстві з директором телестудії, висвітлено сорокарічну історію Чернівецького телебачення, передачі якого дивилися і дивляться не лише буковинці, а й жителі багатьох районів Тернопільської, Івано-Франківської, Хмельницької, Вінницької областей, а також Молдови та Румунії.

### Про телевізійну передачу В. Селезінки «Сяйво»
- Одинська Ж. «Тихо! Йде передача!»: ["Сяйво", 46 передач] // Рад. Буковина.- 1972.- 19 лют.
- Марусик В. Аматори — на телестудії: [про «Сяйво»] // Ленін. Правда.- 1973.- 5 груд.- С. 3.
- Зозуляк С. Вечір цікавих зустрічей. Телепалац «Сяйво» у Борщеві // Надзбручан. Правда.- 1976.-12 лют. (№ 19).- С. 4.
- Тадейчук Є. Новий сезон народного: [про творчу групу передачі «Сяйво»] // Надзбручан. Правда.-1978.- 23 верес.(№ 115).-С. 4.
- Нечаєва П. «І позаздріть цьому чоловікові»: [про передачі В.Селезінки] // Доба.-2001.- 20 лип. (ч.30).- С. 6.
- Бурдега О. Мені не цікаво ходити по землі, не знаючи її історії: [бесіда з В.Селезінкою] // 202.- 16 листоп. (№ 86).- С. 1,2.
- Селезінка В. Незгасне світло творчості // Буковина.- 2003.- 29 жовт.
- Фещук Н. Василь Ілащук: «Залишаюся вірним телебаченню і жінкам» [інтерв'ю] // Чернівці.- 2003.- 7 лют. (№ 60.- С. 16.

### Про авторську програму В.Селезінки «Місто моєї любові»
- Далеке-близьке // Вільна бесіда.- 1992.- 22 трав. (№ 21).- С.2-5.
- З любов'ю про наше місто: [про автор програму] // Чернівці.- 2000.- 7 квіт. (№ 15).- С.8.
- Халаїм С. «Місто моєї любові»: [розмова з В.Селезінкою] // Буковин. віче.- 2001.- 10 лют. (№ 11).- С.3.
- Нагороди чернівчанам: [нагорода В.Селезінки — автора передачі «Місто млєї любові» Чернів. міськ. радою] // Буковина.- 2002.- 16 жовт.
- Рибак М. Кіноуроки містознавства // Крайова освіта.- 2003.- 29 жовт.
- Василь Селезінка освідчився в любові Чернівцям 130 раз // Мол. буковинець.- 2007.- 27 верес. (№ 108). Місто, С.4
- Місто моєї любові: [конкурс читачів "Чи знаємо ми рідне місто? Веде заслуж. Діяч мистецтв України В.Селезінка] // Буковинв.- 2008.- 22 квіт. 9№ 30).- С. 1; 22 серп.(№ 62). С. 2.

## Театральний режисер
Василь Михайлович Селезінка в 1990-і роки (з 1994), будучи головним режисером телестудії, за сумісництвом три роки був ще й художнім керівником Чернівецького українського музично-драматичного театру імені Ольги Кобилянської, де здійснив постановку забутої п'єси українського письменника С. Яричевського «Лови на ловців».
Селезінка зробив з неї музичну трагікомедію. Вистава йшла з великим успіхом, про що писав журнал «Театр і кіно». Згодом інсценізував останній твір Ольги Кобилянської «Апостол черні». У народному оперному театрі Центрального Палацу культури Чернівців поставив опери «Катерина» М.Аркаса і «Наталку Полтавку» М.Лисенка. Понад 15 років (з 1992-го) В. Селезінка був керівником народного літературного театру «Слово» Будинку естетики та дозвілля Чернівців, для якого написав понад 10 п'єс та композицій.

### Театральні режисерські роботи
1. Рівненський театр

• «Біла троянда» (Б. Юнгер) (1963)

2. Чернівецький музично-драматичний театр ім. О.Кобилянської

• «Ні, це не біс у ребро» (М.Полоцький) (1997)

• «Лови на ловців» (С.Яричевський) (1996)

3. Коломийський обласний драматичний театр

• «Пес Бровко і вовк Братко»

• «Дармоїди»

• «Вітрова донька»

4. Центральний палац культури, м. Чернівці

• «Наталка Полтавка» (М.Лисенко) (1985)

• «Катерина» (М. Аркас) (1987)

5. Літературний народний театр Будинку естетики та дозвілля, м. Чернівці

• «Місто моєї любові і смутку» (1992)

• «А, хто-хто, Миколая любить» (1992)

• «Україна в огні» (1993)

• «Космос любові, чари кохання» (1994)

• «Сім струн» (1996)

• «Юрко з Америки вернувся» (1997)

• «На Олімпі солов'ї» (1998)

• «Гольгофа Василя Стуса» (1999)

• «Місто, де я народився» (2000)

• «У царстві Моммуса» (2005)

• «Події в Цапинограді» (2006)

• «Криза кохання» (2007)

• "Уклін Чернівцям) (2008)

6. Український Народний Дім, м. Чернівці

• «Нерозумні діти» 